# Víctor Manuel (Montevideo)
Víctor Manuel ist ein mittlerweile in Pocitos aufgegangenes Barrio von Montevideo.
Das montevideanische Stadtviertel Víctor Manuel wurde 1874 durch Florencio Escardó gegründet. Es liegt an dem Punta Carretas mit dem seinerzeit noch nicht mit Víctor Manuel vereinten Pocitos verbindenden Weg. Im "Plano General del Pueblo de los Pocitos" wurde sodann 1888 Víctor Manuel ebenso wie die zwischen dem Arroyo Pocitos Grande und Arroyo Pocitos Chico gelegenen Barrios Fortuna, Caprera und Artigas mit in das Barrio Pocitos einbezogen.